# DFB-Hallenpokal der Frauen 2009

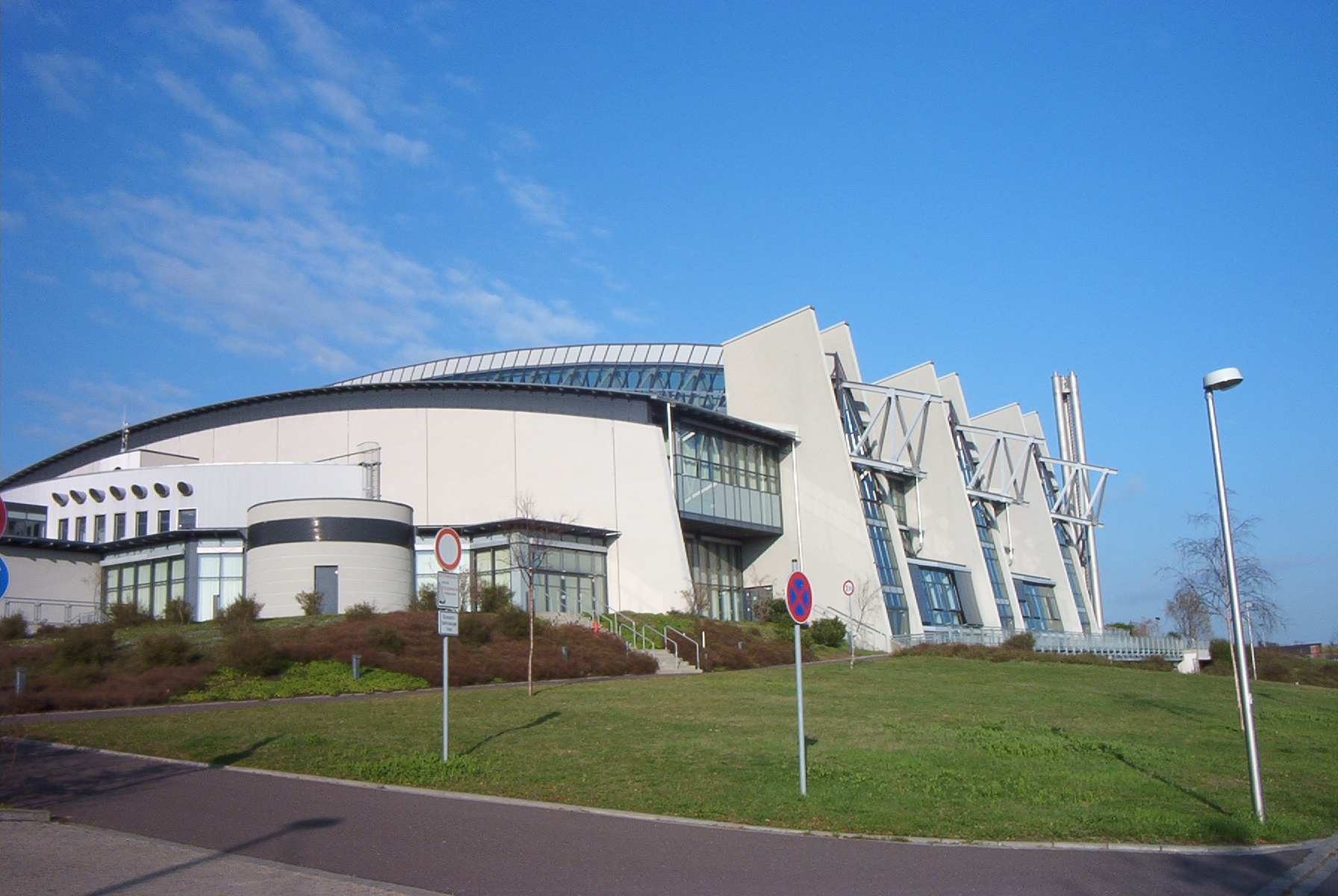
Die Bördelandhalle in Magdeburg

Der 16. DFB-Hallenpokal der Frauen wurde am 24. Januar 2009 in Magdeburg ausgetragen. Spielort war zum ersten Mal die Bördelandhalle. Der 1. FFC Turbine Potsdam konnte seinen Titel durch einen 2:1-Sieg im Finale gegen den Hamburger SV verteidigen. Während Potsdam bereits zum vierten Mal den Wettbewerb gewann, verließen die HSV-Frauen auch bei ihrer dritten Finalteilnahme als Verlierer den Platz.

## Modus
Am Turnier nahmen die zwölf Mannschaften der laufenden Bundesliga-Saison teil. Die Mannschaften wurden auf drei Gruppen zu je vier Mannschaften verteilt. Innerhalb jeder Gruppe spielte jede Mannschaft einmal gegen jede andere. Die Spielzeit betrug 1 × 12 Minuten ohne Seitenwechsel. Für einen Sieg gab es drei Punkte, für ein Unentschieden einen Punkt. Bei Punktgleichheit nach den Gruppenspielen von zwei oder mehreren Mannschaften entschied zunächst die bessere Tordifferenz über die Platzierung, bei ebenfalls gleicher Tordifferenz die höhere Anzahl der erzielten Tore. Sollte dann immer noch keine Entscheidung gefallen sein, zählte das Ergebnis im direkten Vergleich. Letztes Kriterium wäre der Zeitpunkt des ersten Turniertores gewesen.
Die Gruppensieger, die Gruppenzweiten und die zwei punktbesten Gruppendritten erreichten das Viertelfinale. Stand es ab dem Viertelfinale nach regulärer Spielzeit unentschieden, folgte ein Neunmeterschießen. Die unterlegenen Halbfinalisten belegten gemeinsam den dritten Platz.

## Teilnehmer
- SC 07 Bad Neuenahr
- TSV Crailsheim
- FCR 2001 Duisburg
- SG Essen-Schönebeck
- 1. FFC Frankfurt
- SC Freiburg
- Herforder SV
- Hamburger SV
- FF USV Jena
- FC Bayern München
- 1. FFC Turbine Potsdam (Titelverteidiger)
- VfL Wolfsburg

## Vorrunde

### Gruppe A
| Pl. | Verein            | Sp. | S | U | N | Tore    | Diff. | Punkte |
| --- | ----------------- | --- | - | - | - | ------- | ----- | ------ |
| 1.  | FC Bayern München | 3   | 1 | 2 | 0 | 007:400 | +3    | 05     |
| 2.  | SC Freiburg       | 3   | 1 | 2 | 0 | 006:500 | +1    | 05     |
| 3.  | FF USV Jena       | 3   | 1 | 0 | 2 | 005:600 | −1    | 03     |
| 4.  | VfL Wolfsburg     | 3   | 0 | 2 | 1 | 003:600 | −3    | 02     |

|                   | Ergebnis |                   |
| ----------------- | -------- | ----------------- |
| FC Bayern München | 4:1      | FF USV Jena       |
| VfL Wolfsburg     | 2:2      | SC Freiburg       |
| SC Freiburg       | 2:2      | FC Bayern München |
| FF USV Jena       | 3:0      | VfL Wolfsburg     |
| FC Bayern München | 1:1      | VfL Wolfsburg     |
| SC Freiburg       | 2:1      | FF USV Jena       |

Bayern München gewann aufgrund des besseren Torverhältnisses gegenüber dem punktgleichen SC Freiburg die Gruppe A. Jena verpasste hingegen durch die Niederlage im letzten Gruppenspiel den Einzug in das Viertelfinale. Wolfsburg erreichte nur zwei Unentschieden und schied ebenfalls aus.

### Gruppe B
| Pl. | Verein             | Sp. | S | U | N | Tore    | Diff. | Punkte |
| --- | ------------------ | --- | - | - | - | ------- | ----- | ------ |
| 1.  | FCR 2001 Duisburg  | 3   | 3 | 0 | 0 | 011:400 | +7    | 09     |
| 2.  | SC 07 Bad Neuenahr | 3   | 1 | 1 | 1 | 009:100 | −1    | 04     |
| 3.  | Herforder SV       | 3   | 1 | 1 | 1 | 006:700 | −1    | 04     |
| 4.  | 1. FFC Frankfurt   | 3   | 0 | 0 | 3 | 005:100 | −5    | 0      |

|                    | Ergebnis |                    |
| ------------------ | -------- | ------------------ |
| 1. FFC Frankfurt   | 2:5      | SC 07 Bad Neuenahr |
| FCR 2001 Duisburg  | 3:1      | Herforder SV       |
| Herforder SV       | 1:0      | 1. FFC Frankfurt   |
| SC 07 Bad Neuenahr | 0:4      | FCR 2001 Duisburg  |
| 1. FFC Frankfurt   | 3:4      | FCR 2001 Duisburg  |
| Herforder SV       | 4:4      | SC 07 Bad Neuenahr |

Der FCR 2001 Duisburg holte ohne Punktverlust überlegen den Gruppensieg. Zweiter wurde Bad Neuenahr, das sich durch zwei späte Tore im letzten Gruppenspiel noch Herford schieben konnte. Herford zog trotzdem als bester Gruppendritter in die Runde der letzten Acht ein. Enttäuschend dagegen der 1. FFC Frankfurt, der alle drei Spiele verlor und punktlos ausschied.

### Gruppe C
| Pl. | Verein                 | Sp. | S | U | N | Tore    | Diff. | Punkte |
| --- | ---------------------- | --- | - | - | - | ------- | ----- | ------ |
| 1.  | Hamburger SV           | 3   | 2 | 1 | 0 | 006:400 | +2    | 07     |
| 2.  | SG Essen-Schönebeck    | 3   | 1 | 1 | 1 | 007:400 | +3    | 04     |
| 3.  | 1. FFC Turbine Potsdam | 3   | 0 | 3 | 0 | 005:500 | ±0    | 03     |
| 4.  | TSV Crailsheim         | 3   | 0 | 1 | 2 | 004:900 | −5    | 01     |

|                        | Ergebnis |                        |
| ---------------------- | -------- | ---------------------- |
| 1. FFC Turbine Potsdam | 3:3      | Hamburger SV           |
| TSV Crailsheim         | 2:6      | SG Essen-Schönebeck    |
| SG Essen-Schönebeck    | 0:0      | 1. FFC Turbine Potsdam |
| Hamburger SV           | 1:0      | TSV Crailsheim         |
| 1. FFC Turbine Potsdam | 2:2      | TSV Crailsheim         |
| SG Essen-Schönebeck    | 1:2      | Hamburger SV           |

Durch ein 2:1 im letzten Gruppenspiel holte sich der Hamburger SV den Gruppensieg vor der SG Essen-Schönebeck. Titelverteidiger Turbine Potsdam erreichte lediglich drei Unentschieden, zog aber aufgrund des besseren Torverhältnisses gegenüber dem punktgleichen USV Jena ins Viertelfinale ein. Bundesligaschlusslicht Crailsheim wurde Gruppenletzter.

## Endrunde
|  | Viertelfinale          | Viertelfinale       |                        |       | Halbfinale | Halbfinale |  |  | Finale | Finale |
|  |                        |                     |                        |       |            |            |  |  |        |        |
|  |                        |                     |                        |       |            |            |  |  |        |        |
|  |                        |                     |                        |       |            |            |  |  |        |        |
|  | Bayern München         | 3                   |                        |       |            |            |  |  |        |        |
|  | Bayern München         | 3                   |                        |       |            |            |  |  |        |        |
|  | 1. FFC Turbine Potsdam | 4                   |                        |       |            |            |  |  |        |        |
|  | 1. FFC Turbine Potsdam | 4                   | 1. FFC Turbine Potsdam | 4     |            |            |  |  |        |        |
|  |                        |                     | 1. FFC Turbine Potsdam | 4     |            |            |  |  |        |        |
|  |                        | SG Essen-Schönebeck | 0                      |       |            |            |  |  |        |        |
|  | FCR 2001 Duisburg      | SG Essen-Schönebeck | 0                      | 1 (1) |            |            |  |  |        |        |
|  | FCR 2001 Duisburg      |                     |                        | 1 (1) |            |            |  |  |        |        |
|  | SG Essen-Schönebeck    | 3 (1)               |                        |       |            |            |  |  |        |        |
|  | SG Essen-Schönebeck    | 3 (1)               | 1. FFC Turbine Potsdam | 2     |            |            |  |  |        |        |
|  |                        |                     | 1. FFC Turbine Potsdam | 2     |            |            |  |  |        |        |
|  |                        | Hamburger SV        | 1                      |       |            |            |  |  |        |        |
|  | Hamburger SV           | Hamburger SV        | 1                      | 3 (1) |            |            |  |  |        |        |
|  | Hamburger SV           |                     |                        | 3 (1) |            |            |  |  |        |        |
|  | Herforder SV           | 1 (1)               |                        |       |            |            |  |  |        |        |
|  | Herforder SV           | 1 (1)               | Hamburger SV           | 4     |            |            |  |  |        |        |
|  |                        |                     | Hamburger SV           | 4     |            |            |  |  |        |        |
|  |                        | SC 07 Bad Neuenahr  | 1                      |       |            |            |  |  |        |        |
|  | SC Freiburg            | SC 07 Bad Neuenahr  | 1                      | 2     |            |            |  |  |        |        |
|  | SC Freiburg            |                     |                        | 2     |            |            |  |  |        |        |
|  | SC 07 Bad Neuenahr     | 3                   |                        |       |            |            |  |  |        |        |

### Viertelfinale
|                   | Ergebnis        |                          |
| ----------------- | --------------- | ------------------------ |
| Bayern München    | 3:4             | 1. FFC Turbine Potsdam 1 |
| FCR 2001 Duisburg | 1:1 (1:3 n. N.) | SG Essen-Schönebeck      |
| Hamburger SV      | 1:1 (3:1 n. N.) | Herforder SV 1           |
| SC Freiburg       | 2:3             | SC 07 Bad Neuenahr       |

Essen und der Hamburger SV setzten sich erst im Neunmeterschießen durch. Potsdam konnte einen 2:3-Rückstand noch umbiegen und ins Halbfinale einziehen. Ebenfalls spannend verlief das Spiel zwischen Freiburg und Bad Neuenahr, welches die Rheinländerinnen für sich entscheiden konnten.

### Halbfinale
|                        | Ergebnis |                     |
| ---------------------- | -------- | ------------------- |
| 1. FFC Turbine Potsdam | 4:0      | SG Essen-Schönebeck |
| Hamburger SV           | 4:1      | SC 07 Bad Neuenahr  |

Durch deutliche Siege zogen Potsdam und Hamburg ins Finale ein. Damit gab es eine Neuauflage des Endspiels von 2004.

### Finale
|                        | Ergebnis |              |
| ---------------------- | -------- | ------------ |
| 1. FFC Turbine Potsdam | 2:1      | Hamburger SV |

Beide Torhüterinnen konnten sich in den ersten Spielminuten auszeichnen. Nach sechs Minuten brachte Leni Larsen Kaurin den Titelverteidiger in Führung. Isabel Kerschowski erhöhte zwei Minuten später auf 2:0. In der neunten Minute konnte Daniela Schacher verkürzen. Nachdem Anja Mittag wegen Zeitspiels bestraft worden war, musste Potsdam die letzte Spielminute in Unterzahl absolvieren, doch der HSV konnte diesen Vorteil nicht nutzen.

## Die Siegermannschaft
| 1. FFC Turbine Potsdam | |
|                        | Tor: Desirée Schumann, Gaëlle Thalmann Feld: Marie-Louise Bagehorn, Stefanie Draws, Tabea Kemme, Isabel Kerschowski, Essi Sainio, Leni Larsen Kaurin, Anja Mittag, Viola Odebrecht, Babett Peter, Bianca Schmidt, Jennifer Zietz Trainer: Bernd Schröder |

## Ehrungen
Der DFB ehrte nach dem Turnier die beste Torschützin, die beste Spielerin, die beste Torhüterin und die fairste Mannschaft. Zur besten Spielerin wurde Melanie Hoffmann von der SG Essen-Schönebeck gewählt. Nach 2003 war es bereits die zweite Auszeichnung dieser Art für Hoffmann. Isabel Kerschowski vom Turniersieger Potsdam wurde mit fünf Toren beste Torschützin des Turniers. Als beste Torhüterin wurde Ursula Holl vom SC 07 Bad Neuenahr gekürt. Sie wurde bereits 2005 mit diesem Preis ausgezeichnet. Den Fair-play-Preis erhielt der SC Freiburg.